# Жовтенька
Жовтенька — річка в Україні, на Дніпропетровщині. Ліва притока Кам'янки. Басейн Дніпра.

## Опис
Жовтенька — річка з жовтавим, особливо після злив, кольором води. Глинисте русло річки зумовлює колір води в ній. Бере початок біля с. Петрове Криворізького району. Тече територією Криворізького району Дніпропетровської області.
Річка є зоною відпочинку місцевих жителів, але поступово заростає очеретом, міліє та замулюється. У верхній течії річка частково зарегульована. Використовується на сільськогосподарські потреби, водопостачання.

## Морфометричні характеристики
Річка має довжину 42 км. Площа водозбірного басейну — 293 км². Похил — 1,5 м/км. Річкова долина трапецієподібна, завширшки 1,5 км. Заплава шириною пересічно 100 м. Річище помірно звивисте, шириною до 10 м.